# إبراهيم محمود ألفا
إبراهيم محمود ألفا (بالإنجليزية: Ibrahim Mahmud Alfa)‏ هو سياسي نيجيري، ولد في 14 أغسطس 1946 في ولاية آدماوة في نيجيريا، وتوفي في 16 مارس 2000. انتخب Governor of Kaduna State ‏.